# Saison 2020-2021 de l'AC Milan
Maillots
Chronologie
Saison précédente Saison suivante
La saison 2020-2021 de l'AC Milan est la 87e saison du club en première division italienne. Cette saison sera marquée par le retour en coupe d'Europe pour jouer la Ligue Europa 2020-2021.

## Tableaux des transferts

### Transferts d'été
| Nom                  | Nationalité        | Poste     | Transfert                             | Provenance/Destination | Division             |
| -------------------- | ------------------ | --------- | ------------------------------------- | ---------------------- | -------------------- |
| Arrivées principales |                    |           |                                       |                        |                      |
| Pierre Kalulu        | France             | Défense   | Transfert (480 000 euros)             | Olympique lyonnais     | Ligue 1              |
| Sandro Tonali        | Italie             | Milieu    | Transfert (10 millions euros) + bonus | Brescia Calcio         | Serie A              |
| Brahim Díaz          | Espagne            | Milieu    | Prêt                                  | Real Madrid CF         | Liga                 |
| Ciprian Tătărușanu   | Roumanie           | Gardien   | Transfert                             | Olympique lyonnais     | Ligue 1              |
| Jens Petter Hauge    | Norvège            | Attaquant | Transfert (5 millions d'euros)        | FK Bodø-Glimt          | OBOS Ligaen          |
| Diogo Dalot          | Portugal           | Défenseur | Prêt                                  | Manchester United      | Premier League       |
| Départs principaux   |                    |           |                                       |                        |                      |
| Giacomo Bonaventura  | Italie             | Milieu    | Fin de contrat                        | ACF Fiorentina         | Serie A              |
| Lucas Biglia         | Argentine          | Milieu    | Fin de contrat                        | Fatih Karagümrük SK    | Süper Lig            |
| Asmir Begovic        | Bosnie-Herzégovine | Gardien   | Fin de prêt                           | AFC Bournemouth        | Championship         |
| Lucas Paquetá        | Brésil             | Milieu    | Vente (20 millions d'euros)           | Olympique lyonnais     | Ligue 1              |
| Diego Laxalt         | Uruguay            | Défense   | Prêt                                  | Celtic FC              | Scottish Premiership |
| Marco Brescianini    | Italie             | Milieu    | Prêt                                  | Virtus Entella         | Serie B              |

### Transferts d'hiver
| Nom                  | Nationalité | Poste     | Transfert                | Provenance/Destination | Division       |
| -------------------- | ----------- | --------- | ------------------------ | ---------------------- | -------------- |
| Départs principaux   |             |           |                          |                        |                |
| Léo Duarte           | Brésil      | Défense   | Prêt                     | Istanbul Başakşehir    | Süper Lig      |
| Andrea Conti         | Italie      | Défense   | Prêt                     | Parma Calcio           | Serie A        |
| Mateo Musacchio      | Argentine   | Défense   | Vente (1 million euros)  | Lazio Rome             | Serie A        |
| Lorenzo Colombo      | Italie      | Attaque   | Prêt                     | US Cremonese           | Serie B        |
| Arrivées principales |             |           |                          |                        |                |
| Soualiho Meïté       | France      | Milieu    | Prêt avec option d'achat | Torino FC              | Serie A        |
| Mario Mandžukić      | Croatie     | Attaquant | Libre                    |                        |                |
| Fikayo Tomori        | Angleterre  | Défense   | Prêt avec option d'achat | Chelsea FC             | Premier League |

## Résultats[22]

### Serie A
| Journée | Date       | Lieu      | Adversaire         | Score | Buteur(s) pour l'AC Milan                                         |
| ------- | ---------- | --------- | ------------------ | ----- | ----------------------------------------------------------------- |
| 1       | 21/09/2020 | domicile  | Bologne FC         | 2-0   | Ibrahimović 35e 51e (pen.)                                        |
| 2       | 27/09/2020 | extérieur | FC Crotone         | 0-2   | Kessié 45e (pen.), Díaz 50e                                       |
| 3       | 04/10/2020 | domicile  | Spezia Calcio      | 3-0   | Rafael Leão 57e 78e, Hernandez 76e                                |
| 4       | 17/10/2020 | extérieur | Inter Milan        | 1-2   | Ibrahimović 13e 16e                                               |
| 5       | 25/10/2020 | domicile  | AS Rome            | 3-3   | Ibrahimović 2e 79e (pen.), Saelemaekers 47e                       |
| 6       | 01/11/2020 | extérieur | Udinese Calcio     | 1-2   | Kessié 18e, Ibrahimović 83e                                       |
| 7       | 08/11/2020 | domicile  | Hellas Vérone      | 2-2   | Magnani (en) 27e (csc), Ibrahimović 90+3e                         |
| 8       | 22/11/2020 | extérieur | SSC Naples         | 1-3   | Ibrahimović 20e 54e, Hauge 90+5e                                  |
| 9       | 29/11/2020 | domicile  | ACF Fiorentina     | 2-0   | Romagnoli 17e, Kessié 27e (pen.)                                  |
| 10      | 06/12/2020 | extérieur | Sampdoria de Gênes | 1-2   | Kessié 45e (pen.), Castillejo 77e                                 |
| 11      | 13/12/2020 | domicile  | Parme Calcio 1913  | 2-2   | Hernandez 58e, 90+1e                                              |
| 12      | 16/12/2020 | extérieur | Genoa CFC          | 2-2   | Calabria 52e, Kalulu 83e                                          |
| 13      | 20/12/2020 | extérieur | US Sassuolo        | 1-2   | Rafael Leão 1re, Saelemaekers 26e                                 |
| 14      | 23/12/2020 | domicile  | SS Lazio           | 3-2   | Rebić 10e, Çalhanoğlu 17e (pen.), Hernandez 90+2e                 |
| 15      | 03/01/2021 | extérieur | Bénévent Calcio    | 0-2   | Kessié 15e (pen.), Rafael Leão 49e                                |
| 16      | 06/01/2021 | domicile  | Juventus FC        | 1-3   | Calabria 41e                                                      |
| 17      | 09/01/2021 | domicile  | Torino FC          | 2-0   | Rafael Leão 25e, Kessié 36e (pen.)                                |
| 18      | 18/01/2021 | extérieur | Cagliari Calcio    | 0-2   | Ibrahimović 7e (pen.) 52e                                         |
| 19      | 24/01/2021 | domicile  | Atalanta Bergame   | 0-3   |                                                                   |
| 20      | 31/01/2021 | extérieur | Bologne FC         | 1-2   | Rebić 26e, Kessié 55e (pen.)                                      |
| 21      | 07/02/2021 | domicile  | FC Crotone         | 4-0   | Ibrahimović 30e 64e, Rebić 69e 70e                                |
| 22      | 14/02/2021 | extérieur | Spezia Calcio      | 2-0   |                                                                   |
| 23      | 21/02/2021 | domicile  | Inter Milan        | 0-3   |                                                                   |
| 24      | 28/02/2021 | extérieur | AS Rome            | 1-2   | Kessié 43e (pen.), Rebić 58e                                      |
| 25      | 03/03/2021 | domicile  | Udinese Calcio     | 1-1   | Kessié 90+6e (pen.)                                               |
| 26      | 07/03/2021 | extérieur | Hellas Vérone      | 0-2   | Krunić 27e, Dalot 50e                                             |
| 27      | 14/03/2021 | domicile  | SSC Naples         | 0-1   |                                                                   |
| 28      | 21/03/2021 | extérieur | ACF Fiorentina     | 2-3   | Ibrahimović 9e, Díaz 57e, Çalhanoğlu 72e                          |
| 29      | 03/04/2021 | domicile  | Sampdoria de Gênes | 1-1   | Hauge 87e                                                         |
| 30      | 11/04/2021 | extérieur | Parme Calcio 1913  | 1-3   | Rebić 8e, Kessié 44e, Rafael Leão 90e                             |
| 31      | 18/04/2021 | domicile  | Genoa CFC          | 2-1   | Rebić 14e, Scamacca 68e (csc)                                     |
| 32      | 21/04/2021 | domicile  | US Sassuolo        | 1-2   | Çalhanoğlu 30e                                                    |
| 33      | 25/04/2021 | extérieur | SS Lazio           | 3-0   |                                                                   |
| 34      | 02/05/2021 | domicile  | Bénévent Calcio    | 2-0   | Çalhanoğlu 6e, Hernandez 60e                                      |
| 35      | 09/05/2021 | extérieur | Juventus FC        | 0-3   | Díaz 45e, Rebić 78e, Tomori 82e                                   |
| 36      | 12/05/2021 | extérieur | Torino FC          | 0-7   | Hernandez 19e 62e, Kessié 26e (pen.), Díaz 50e, Rebić 67e 72e 79e |
| 37      | 16/05/2021 | domicile  | Cagliari Calcio    | 0-0   |                                                                   |
| 38      | 23/05/2021 | extérieur | Atalanta Bergame   | 0-2   | Kessié 43e (pen.) 90+3e (pen.)                                    |

### Classement
| Rang | Équipe             | Pts | J  | G  | N  | P  | Bp | Bc | Diff |
| ---- | ------------------ | --- | -- | -- | -- | -- | -- | -- | ---- |
| 1    | Inter Milan        | 91  | 38 | 28 | 7  | 3  | 89 | 35 | +54  |
| 2    | AC Milan           | 79  | 38 | 24 | 7  | 7  | 74 | 41 | +33  |
| 3    | Atalanta Bergame   | 78  | 38 | 23 | 9  | 6  | 90 | 48 | +42  |
| 4    | Juventus FC T S C  | 78  | 38 | 23 | 9  | 6  | 77 | 38 | +39  |
| 5    | SSC Naples         | 77  | 38 | 24 | 5  | 9  | 86 | 41 | +45  |
| 6    | SS Lazio           | 68  | 38 | 21 | 5  | 12 | 61 | 56 | +5   |
| 7    | AS Rome            | 62  | 38 | 18 | 8  | 12 | 68 | 59 | +9   |
| 8    | US Sassuolo        | 62  | 38 | 17 | 11 | 10 | 64 | 56 | +8   |
| 9    | Sampdoria de Gênes | 52  | 38 | 15 | 7  | 16 | 52 | 54 | -2   |
| 10   | Hellas Vérone      | 45  | 38 | 11 | 12 | 15 | 46 | 48 | -2   |
| 11   | Genoa CFC          | 42  | 38 | 10 | 12 | 16 | 47 | 58 | -11  |
| 12   | Bologne FC         | 41  | 38 | 10 | 11 | 17 | 51 | 65 | -14  |
| 13   | Udinese Calcio     | 40  | 38 | 10 | 10 | 18 | 42 | 58 | -16  |
| 14   | ACF Fiorentina     | 40  | 38 | 9  | 13 | 16 | 47 | 59 | -12  |
| 15   | Spezia Calcio P    | 39  | 38 | 9  | 12 | 17 | 52 | 72 | -20  |
| 16   | Cagliari Calcio    | 37  | 38 | 9  | 10 | 19 | 43 | 58 | -15  |
| 17   | Torino FC          | 37  | 38 | 7  | 16 | 15 | 50 | 69 | -19  |
| 18   | Bénévent Calcio P  | 33  | 38 | 7  | 12 | 19 | 40 | 75 | -35  |
| 19   | FC Crotone P       | 23  | 38 | 6  | 5  | 27 | 45 | 92 | -47  |
| 20   | Parme Calcio 1913  | 20  | 38 | 3  | 12 | 23 | 39 | 83 | -44  |

Qualifications européennes
Ligue des champions de l'UEFA 2021-2022
Ligue Europa 2021-2022
Ligue Europa Conférence 2021-2022
- 6e : tour de barrage - voie principale

Relégation
Abréviations
Lors de la 1re journée, l'AS Rome aligne Amadou Diawara, âgé de 23 ans, contre le Hellas Vérone (match nul 0-0), alors qu'il a été inscrit sur la liste des joueurs de moins de 22 ans. Le club romain perd alors sur tapis vert (0-3).
Lors de la 3ème journée, Le SSC Naples est sanctionné d'un point de pénalité pour ne pas s'être rendu à Turin, le 4 octobre, pour affronter la Juventus. Ce math est également donné perdu 3-0.
Le 22 décembre 2020, cette sentence est annulée, et le match est donné à rejouer. Le match sera rejoué le 7 avril 2021.
La rencontre Torino-Sassuolo de la 24e journée est reporté au 17 mars 2021, entre les 27eet 28e journées, en raison de plusieurs cas de Covid dans l'effectif turinois[réf. nécessaire].
La rencontre Lazio-Torino de la 25e journée n'est pas disputée à la date prévue, en raison de la quarantaine imposée à l'effectif turinois. Cependant, la Lega n'a pas annoncé le report du match. Le match sera finalement rejoué le 18 mai 2021[réf. nécessaire].
La rencontre Inter Milan-Sassuolo de la 28e journée n'est pas disputée à la date prévue, en raison de cas de covid dans l'effectif interiste. Le match sera rejoué le 7 avril 2021[réf. nécessaire].

### Évolution du classement
| Journée  | 1 | 2 | 3 | 4 | 5 | 6 | 7 | 8 | 9 | 10 | 11 | 12 | 13 | 14 | 15 | 16 | 17 | 18 | 19 | 20 | 21 | 22 | 23 | 24 | 25 | 26 | 27 | 28 | 29 | 30 | 31 | 32 | 33 | 34 | 35 | 36 | 37 | 38 | Journées en tête |
| -------- | - | - | - | - | - | - | - | - | - | -- | -- | -- | -- | -- | -- | -- | -- | -- | -- | -- | -- | -- | -- | -- | -- | -- | -- | -- | -- | -- | -- | -- | -- | -- | -- | -- | -- | -- | ---------------- |
| Rang     | 6 | 4 | 2 | 1 | 1 | 1 | 1 | 1 | 1 | 1  | 1  | 1  | 1  | 1  | 1  | 1  | 1  | 1  | 1  | 1  | 1  | 2  | 2  | 2  | 2  | 2  | 2  | 2  | 2  | 2  | 2  | 2  | 5  | 4  | 3  | 3  | 4  | 2  | 18               |
| Résultat | V | V | V | V | N | V | N | V | V | V  | N  | N  | V  | V  | V  | D  | V  | V  | D  | V  | V  | D  | D  | V  | N  | V  | D  | V  | N  | V  | V  | D  | D  | V  | V  | V  | N  | V  | —                |

### Coupe d'Italie
| Tour       | Date            | Lieu      | Adversaire  | Score        | Buteur(s) pour l'AC Milan |
| ---------- | --------------- | --------- | ----------- | ------------ | ------------------------- |
| 1/8 finale | 13 janvier 2021 | Domicile  | Torino FC   | 0-05-4 t.a.b |                           |
| 1/4 finale | 27 janvier 2021 | Extérieur | Inter Milan | 2-1          | Ibrahimović 32e           |

### Ligue Europa
| Tour                       | Date              | Lieu      | Adversaire        | Score         | Buteur(s) pour l'AC Milan                           |
| -------------------------- | ----------------- | --------- | ----------------- | ------------- | --------------------------------------------------- |
| 2ème tour de qualification | 17 septembre 2020 | extérieur | Shamrock Rovers   | 0-2           | Ibrahimović 23e, Çalhanoğlu 67e                     |
| 3ème tour de qualification | 24 septembre 2020 | domicile  | FK Bodø-Glimt     | 3-2           | Çalhanoğlu 16e 50e, Colombo 32e                     |
| Barrages                   | 1er octobre 2020  | extérieur | Rio Ave           | 2-2 8-9 t.a.b | Saelemaekers 51e, Çalhanoğlu 120+2e (pen.)          |
| Phase de Poules            | 22 octobre 2020   | extérieur | Celtic FC         | 1-3           | Krunić 14e, Díaz 42e, Hauge 90+2e                   |
|                            | 29 octobre 2020   | domicile  | Sparta Prague     | 3-0           | Díaz 24e, Rafael Leão 57e, Diogo Dalot 66e          |
|                            | 5 novembre 2020   | domicile  | LOSC Lille        | 0-3           |                                                     |
|                            | 26 novembre 2020  | extérieur | LOSC Lille        | 1-1           | Castillejo 46e                                      |
|                            | 3 décembre 2020   | domicile  | Celtic FC         | 4-2           | Çalhanoğlu 24e, Castillejo 26e, Hauge 50e, Díaz 82e |
|                            | 10 décembre 2020  | extérieur | Sparta Prague     | 0-1           | Hauge 23e                                           |
| 16ème de finales           | 18 février 2021   | extérieur | ER de Belgrade    | 2-2           | Pankov 42e (csc), Hernandez 61e (pen.)              |
|                            | 25 février 2021   | domicile  | ER de Belgrade    | 1-1           | Kessié 9e (pen.)                                    |
| 8ème de finales            | 11 mars 2021      | extérieur | Manchester United | 1-1           | Kjaer 90e                                           |
|                            | 18 mars 2021      | domicile  | Manchester United | 0-1           |                                                     |